# Tourgéville
Tourgéville is een gemeente in het Franse departement Calvados (regio Normandië) en telt 848 inwoners (1999). De plaats maakt deel uit van het arrondissement Lisieux en ligt ten zuiden van Deauville. In Tourgéville is de Hippodrome de Deauville - Clairefontaine gevestigd.

## Geografie
De oppervlakte van Tourgéville bedraagt 12,0 km², de bevolkingsdichtheid is 70,7 inwoners per km².
De onderstaande kaart toont de ligging van Tourgéville met de belangrijkste infrastructuur en aangrenzende gemeenten.

## Demografie
Onderstaande figuur toont het verloop van het inwonertal (bron: INSEE-tellingen).
Vanwege een beveiligingsprobleem met de MediaWiki Graph-software is het momenteel niet mogelijk deze grafiek weer te geven. Zodra de software is bijgewerkt zal de grafiek vanzelf weer zichtbaar worden.

## Overleden
- Georges Hébert (1875-1957), Frans marineofficier